# 邯郸起义指挥部旧址
邯郸起义指挥部旧址，位于中国河北省邯郸市马头镇，为邯郸市邯山区的一个省级文物保护单位，类型为近现代文物，公布时间为1993年7月15日。
邯郸起义指挥部旧址的历史年代为1945年。